# Karl Wilhelm Ernst von Waldenfels

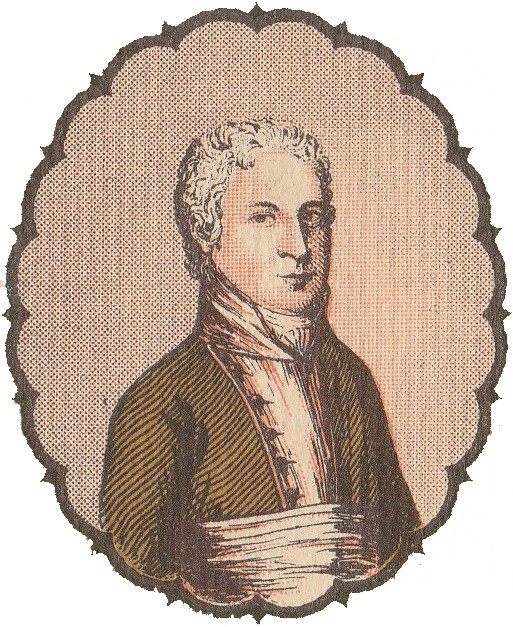
Karl Wilhelm Ernst von Waldenfels (1772–1807)

Karl Wilhelm Ernst von Waldenfels (* 10. April 1772 in Baireuth; † 15. Juni 1807 in Kolberg) war ein preußischer Offizier.

## Leben
Karl Wilhelm Ernst von Waldenfels war der Sohn eines markgräflichen Kammerherrn und Oberforstmeisters. Er begann seinen Militärdienst als Leutnant im Infanterieregiment von Reitzenstein. Als das Fürstentum Ansbach-Bayreuth 1792 an Preußen kam, wechselte er am 5. Januar 1792 in das preußische Heer über. Aus den Truppen wurde 1794 dann das Infanterieregiment Nr. 56 neuerrichtet, das mit seinem Chef dem Generalmajor Reitzenstein nach Frankfurt am Main in Garnison kam. Waldenfels wurde dort zum Stabshauptmann befördert und erhielt am 28. Januar 1803 eine eigene Grenadier-Kompanie. Er wechselte dann in das Infanterieregiment Nr. 45 und kam so zurück nach Ansbach.
1806 brach dann der Vierte Koalitionskrieg aus. Nach der Niederlage Preußens in der Schlacht bei Jena und Auerstedt entkam er nach Königsberg in Preußen. Dort wurde er am 14. Dezember 1806 vom König zum Vizekommandanten der Festung Kolberg und gleichzeitig zum Hauptmann und Kommandeur eines neu gebildeten Grenadierbataillons ernannt. Der damalige Flügeladjutant Major Graf Götz hatte die Verteidigungsfähigkeit der Festung bereits als gering eingestuft. Während der Belagerung von Kolberg versuchte Waldenfels daher das Umfeld der Festung zu nutzen und machte auch einen Ausfall in die Stadt Wollin, um die Franzosen so von der Festung fernzuhalten. Der Angriff schlug mit hohen Verlusten fehl und der Kommandant der Festung Lucadou verlor das Vertrauen in Waldenfels. Aber am 29. April 1807 wurde Lucadou abberufen und durch Gneisenau ersetzt. Waldenfels wurde zum Major befördert und erhielt den Pour le Mérite. Gneisenau machte nun die Wolfsbergschanze zum Zentralpunkt seiner Verteidigung. Ihre strategisch wichtige Position wurde auch von den Franzosen erkannt und so entwickelte sich ein schwerer Kampf um die Schanze. In der Nacht zum 9. Mai gelang es den Franzosen nun die Schanze zu besetzen, aber am 18. Mai gelang es den Belagerten sie zurückzuerobern. Da das Grenadier-Regiment Waldenfels hier die Hauptlast trug, wurde die Schanze zu Ehren des Regiments in Grenadierschanze umbenannt. Am 12. Juni gelang es den Franzosen nochmal die Schanze zu nehmen.
Waldenfels leitete er in der Nacht vom 14. auf den 15. Juni den Gegenangriff zur Erstürmung der Schanze und fiel bei diesem Unternehmen.